# 堺女子短期大学
堺女子短期大学（日语：／ Sakai Tanki Daigaku *），简称堺女，是一所位于日本大阪府堺市堺区的私立短期大学。

## 概要

### 简介
- 学校最早可以追溯到1922年[1][2]。短期大学为于1965年开办[2]、由学校法人爱泉学园经营[3]。「爱和真实的教育」、「情操丰的女子教育」为建学精神[2]

### 历史
- 1965年 爱泉女子短期大学成立并同时设置两个学科、以下列举[2]。
  - 日史科
  - 家政科
- 1976年 部分学科更名、以下列举[2]。
  - 日史科→日本史学科
  - 家政科→家政学科
- 1979年 改校名为堺女子短期大学[2]。
- 2000年 美容师培训课程成立于生活文化学科[2]。
- 2003年 两个学科改编为、以下列举[2]。
  - 生活文化学科→美容生活文化学科
  - 日本史学科→地区文化学科（但招生到于2004年、停办于2006年）
- 2008年 保育士培训课程成立在美容文化学科[2]。

### 宪章
- 请参看堺女子短期大学的标志 （页面存档备份，存于） （日語） 2014年5月25日阅览。

## 学校环境
- 校区：在大阪府堺市堺区

## 历任校长
- 栗本荣一：第一代短期大学校长[4]。

## 著名人和有关人员
- 笹野贞子
- 田中俊明
- 檀上宽
- 鹤崎裕雄
- 水谷千秋

## 组织

### 学科
- 美容生活文化学科

### 前学科
| - 地区文化学科 - 生活文化学科 |

### 专科
| - 没有 |

### 业余课程
| - 没有 |

## 相关链接
- 日本短期大学列表